# James Dreyfus
James Louis de Zogheb Dreyfus (nacido el 9 de octubre de 1968) es un actor inglés, conocido sobre todo por sus papeles en las comedias televisivas The Thin Blue Line, como el agente Kevin Goody, y Gimme Gimme Gimme, como Tom Farrell. Dreyfus es conocido más recientemente por su papel del reverendo Roger en Mount Pleasant.

## Primeros años
James Louis de Zogheb Dreyfus nació el 9 de octubre de 1968 en Islington, Londres y se educó en la Harrow School. Luego se formó en la Real Academia de Arte Dramático. Sus padres se divorciaron cuando él era muy joven.

## Carrera
En 1998, Dreyfus ganó el Premio Olivier a la Mejor Interpretación de Reparto en un Musical por su trabajo en The Lady in the Dark en el National Theatre. Ese mismo año, Dreyfus fue nominado al premio Ian Charleson por su interpretación de Casio en Julio César de Shakespeare en el Birmingham Rep.
La primera oportunidad televisiva de Dreyfus se produjo con la serie de comedia de la BBC Absolutamente fabulosas. seguido de papeles como el agente Kevin Goody en la comedia de Ben Elton The Thin Blue Line y Tom Farrell, el compañero de piso gay de Linda (Kathy Burke) en Gimme Gimme Gimme. Dreyfus actuó junto a Bette Midler en la breve comedia estadounidense Bette.
Conocido por interpretar "personajes camp y entrañables", Dreyfus (en una entrevista con Sheengate Publishing) comparó al personaje de Frank Spencer de Some Mothers Do 'Ave 'Em, a quien describió como un heterosexual cursi pero casado, con el personaje de Dreyfus, Kevin Goody de The Thin Blue Line. Con respecto a su personaje Tom Farrell de Gimme Gimme Gimme, Dreyfus planteó la hipótesis de que, incluso si el personaje fuera heterosexual, el actor seguiría retratando a Tom como camp y extravagante. Además, Dreyfus dijo que sentía que lo encasillaban debido a sus interpretaciones de personajes "extravagantes".
Interpretó a Thermoman en la comedia My Hero de BBC One, papel que asumió en la sexta temporada de Ardal O'Hanlon. Aunque era el mismo personaje, usó el nombre de George Monday, a diferencia del nombre del personaje de Ardal O'Hanlon, George Sunday. Después de índices de audiencia decepcionantes, el programa fue cancelado.
Dreyfus también interpretó al Sr. Teasy-Weasy en la película de comedia de 2004 Churchill: The Hollywood Years.
De 2012 a 2017, Dreyfus apareció como el reverendo Roger en la serie Mount Pleasant de Sky Living.
En 2017, expresó una encarnación de The Master de Doctor Who en el lanzamiento de Big Finish Productions The First Doctor Adventures Volume One, luego apareció como el personaje en 'The Home Guard' de 2019, The Home Guard' de 2020. Psychic Circus' y 'Blood of the Time Lords' de 2022. En una entrevista en SpectatorTV, Dreyfus afirmó que fue despedido del cargo luego de comentarios hechos en Twitter en apoyo a la autora J. K. Rowling.

## Vida personal
En una entrevista de 2021 con Andrew Doyle, Dreyfus dijo: "La autenticidad se trata de actuar y hacerlo auténtico, eso es lo que es actuar [...] y real, y conmoverte. Pensé que el punto era que llegamos a una etapa en la que ser gay no sería un problema. No me presentarían como 'James Dreyfus, el actor gay', algo que pasé veinte años analizando [...] como 'abiertamente gay' como si fuera un secreto espantoso y terrible. Realmente esperaba que así estuviéramos con menos etiquetas, no más".

## Filmografía
| Año       | Título                                     | Papel                        | Notas                               |
| --------- | ------------------------------------------ | ---------------------------- | ----------------------------------- |
| 1995      | Thin Ice                                   | Greg                         |                                     |
| 1995–96   | The Thin Blue Line                         | Kevin Goody                  | Serie de televisión (14 episodios)  |
| 1995–96   | Absolutely Fabulous                        | Christopher                  | Serie de televisión (2 episodios)   |
| 1996      | Boyfriends                                 | Paul                         |                                     |
| 1999      | Notting Hill                               | Martin                       |                                     |
| 1999–2001 | Gimme Gimme Gimme                          | Tom Farrell                  | Serie de televisión (19 episodios)  |
| 2000      | Gormenghast                                | Profesor Fluke               | TV                                  |
| 2000–2001 | Bette                                      | Oscar                        | Serie de televisión (1 episodios)   |
| 2004      | Fat Slags                                  | Fidor Konstantin             | TV                                  |
| 2004      | Agent Cody Banks 2: Destination London     | Gordon                       |                                     |
| 2004      | Los productores                            | Carmen Ghia                  | Teatro Drury Lane                   |
| 2004      | Waking the Dead                            | Raymond Carstairs            |                                     |
| 2005      | Willo the Wisp                             | Todas las voces              | Revival de la serie de 1981         |
| 2006      | Colour Me Kubrick                          | Melvyn Prescott              |                                     |
| 2006      | My Hero                                    | George Monday / Thermoman    | Serie de televisión (8 episodios)   |
| 2006-7    | Cabaret                                    | Emcee                        | Lyric Theatre, Londres              |
| 2007      | Double Time                                | Lawrence Nixon/George McCabe |                                     |
| 2007      | Nina y las Neuronas                        | Felix (voz)                  |                                     |
| 2009      | Casualty                                   | Rory                         | TV                                  |
| 2011      | The Sarah Jane Adventures                  | Harrison                     | Episodio: “The Man Who Never Was”   |
| 2012      | Midsomer Murders                           | Ralph Ford                   | Episodio: “A Rare Bird”             |
| 2012      | Holby City                                 | Felix                        | TV                                  |
| 2012      | Whitechapel                                | Charlie Cross                | Serie de televisión, 2 episodios    |
| 2012–2017 | Mount Pleasant                             | Reverendo Roger              | Serie de televisión                 |
| 2013      | Dandelion & Burdock                        | Dandelion                    | TV                                  |
| 2013-14   | Candide                                    | Dr. Pangloss                 | Menier Chocolate Factory, Londres   |
| 2013      | Shameless                                  | Edward Clayhill              | Episodio: “An Inspector Calls”      |
| 2015      | Father Brown                               | Binkie Cadwaller             | Episodio 3.10 "The Judgment of Man" |
| 2015      | Scottish Mussel                            | Director                     |                                     |
| 2019      | Harry & Meghan: Becoming Royal             | Sir Leonard Briggs           | TV movie                            |
| 2019      | The Dark Crystal: Age of Resistance        | Lath'N                       |                                     |
| 2020      | Supernova                                  | Tim                          |                                     |
| 2020      | The Hollow                                 |                              | Película de televisión              |
| 2020      | The Harbour                                | Robert                       | Cortometraje                        |
| 2021      | The Kindred                                | Mr. Mulvaney                 |                                     |
| 2022      | Lips                                       | Michael                      | Cortometraje                        |
| 2023      | One Foot in the Grave - 30 Years Of Laughs | Él mismo                     | Documental                          |
| TBA       | Cara                                       | Greg Wilson                  |                                     |